# Кожани (Словаччина)
Кожани (словац. Kľušov) — село в Словаччині, Бардіївському окрузі Пряшівського краю. Розташоване в північно-східній частині Словаччини.

## Історія
Вперше згадується 1427 року. Населене українцями, але після Другої світової війни — під загрозою переселення в УССР — абсолютна більшість селян переписалася на словаків та русинів.

## Населення
| Рік:            | 1993 | 2003    | 2013    | 2023     |
| --------------- | ---- | ------- | ------- | -------- |
| Кількість осіб: | 136  | 137     | 124     | 99       |
| Різниця:        |      | +0,73 % | -9,48 % | -20,16 % |

| Рік:            | 2022 | 2023    |
| --------------- | ---- | ------- |
| Кількість осіб: | 97   | 99      |
| Різниця:        |      | +2,06 % |

В селі проживає 127 осіб.
Національний склад населення (за даними останнього перепису населення — 2001 року):
- словаки — 99,24 %
- українці — 0,76 %

Склад населення за приналежністю до релігії станом на 2001 рік:
- греко-католики — 64,12 %,
- римо-католики — 32,06 %,
- православні — 0,76 %,
- протестанти — 0,76 %,
- гусити — 0,76 %,
- не вважають себе віруючими або не належать до жодної вищезгаданої церкви — 1,53 %

## Пам'ятки
В селі є греко-католицька церква Стрітіння Господа із Сімеоном з 1698 р., культурна пам'ятка національного значення.